# Пашабахче
„Пашабахче“ (на турски: Paşabahçe) е квартал в район „Бейкоз“ в Истанбул, Турция. Намира се от анадолската страна на Босфора.
Пашабахче е отдалечено селище в Истанбул. Някога селото е било населено само с немюсюлмани. Великият везир Хезарпаре Ахмед паша (на длъжност 1647 – 1648 г.) построява тук подобно на дворец имение с широк двор. Оттам и името Paşabahçe, буквално „Пашин двор“. По-късно султан Мустафа III (1757 – 1753 г.) построява училище, джамия, хамам (турска баня) и чешма на това място и заселва турци мюсюлмани около сградите. Въпреки че християнското население намалява с времето, то не изчезва напълно. През 1894 г. е построена гръцка православна църква на име Агиос Константинос. Има и свещен кладенец (на турски: ayazma от гръцки: ἁγίασμα, агиазъм). През 19-ти век е имало седем ялъ, крайбрежни имения, една джамия, две църкви, две пекарни, една мелница и рибарски бент. През този период работят работилници за производство на стъклария, порцеланови изделия и свещи. Основаването на фабрика за алкохол през 1922 г. и фабрика за стъклария през 1934 г. допринася за бързото нарастване на населението в селището.
Разположен в залив, Пашабахче предлага обществени паркове и ресторанти на брега на морето. Това е популярно място за отдих за жителите на Истанбул.
Пашабахче се обслужва няколко пъти на ден от пътническа фериботна линия между Юскюдар и Анадолукаваъ, управлявана от градската компания за пътнически фериботни линии Şehir Hatları.
Името на мястото се превръща в търговска марка Paşabahçe за продукти от стъкло.